# Club de Vela de Skovshoved
El Club de Vela de Skovshoved (Skovshoved Sejlklub en Idioma danés y oficialmente) es un club náutico ubicado en Skovshoved, Gentofte (Dinamarca).

## Historia
Fue fundado el 25 de agosto de 1922, y el rey Cristián X fue uno de sus primeros visitantes con su velero de 10 metros.

## Regatas
Ha organizado las siguientes regatas de carácter internacional: 
- 1952: Campeonato de Europa de Snipe
- 1966: One Ton Cup
- 1967: Campeonato Mundial de Star
- 1970: Little Americas Cup
- 1977: Campeonato Mundial de Snipe
- 1978: Campeonato Mundial de Europe y 505
- 1984: Dragon Gold Cup
- 1988: Campeonato de Europa de Dragon
- 1992: One Ton Cup
- 2006: Campeonato Mundial de Europe
- 2009: Campeonato de Europa de Laser Radial

## Deportistas
Aage Høy-Petersen compitió en los Juegos Olímpicos deParís 1924 en la clase de monotipos y en Ámsterdam 1928, donde se convirtió en el primer regatista danés en conseguir una medalla olímpica al alzarse con la medalla de plata en la clase 6 metros. Stig Westergaard ganó el Campeonato Mundial de Finn en 1986 y 1989 y el Campeonato Mundial de Soling en 1999, además de participar en los Juegos Olímpicos de Barcelona 1992 en la clase Finn y en Atlanta 1996 en la clase Soling. Su hermano Bjørn Westergaard, que también ganó el mundial de Soling en 1999 como tripulante del barco de Stig, participó en los Juegos Olímpicos de Atlanta 1996 en la clase Finn. Más recientemente, Kristine Mauritzen  y Frederik Rask han destacado a nivel mundial en la clase Europe.